# معاهدتا الموازنة للجماعات الأوروبية
كانت معاهدتا الموازنة الخاصة بالمجتمعات الأوروبية معاهدتين في السبعينيات لتعديل معاهدة روما فيما يتعلق بالسلطات على موازنة الجماعة.
أعطت المعاهدة الموقعة في عام 1970 البرلمان الأوروبي الكلمة الأخيرة بشأن ما يُعرف باسم «الإنفاق غير الإجباري» (الإنفاق الإجباري هو ذلك الناتج عن معاهدات المفوضية الأوروبية (بما في ذلك الزراعة) والاتفاقيات الدولية؛ والباقي غير إلزامي). أعطت المعاهدة الموقعة في عام 1975 البرلمان سلطة رفض الموازنة ككل وأنشأت محكمة المدققين الأوروبية. ومع ذلك، لا يزال لدى المجلس الكلمة الأخيرة بشأن الإنفاق الإجباري بينما يكون للبرلمان الكلمة الأخيرة بشأن الإنفاق غير الإجباري.
نتيجة لهذه المعاهدات ، فإن سلطة الموازنة لما يعرف الآن بالاتحاد الأوروبي هي سلطة مشتركة بين مجلس الاتحاد الأوروبي والبرلمان الأوروبي. البرلمان مسؤول عن تنفيذ الموازنات السابقة، على أساس التقرير السنوي لمحكمة المدققين الأوروبية. وقد رفضت الموافقة على الموازنة مرتين فقط، في عام 1984 وفي عام 1998. وفي المرة الأخيرة، أدى هذا الرفض إلى استقالة مفوضية سانتر..